# كريس أوينز
كريس أوينز (بالإنجليزية: Chris Owens)‏ (و. 1961  م) هو ممثل أفلام كندي، ولد في تورونتو.
.

## وصلات خارجية
- كريس أوينز على موقع IMDb (الإنجليزية)
- كريس أوينز على موقع ألو سيني (الفرنسية)
- كريس أوينز على موقع أول موفي (الإنجليزية)
- كريس أوينز على موقع قاعدة بيانات الأفلام السويدية (السويدية)
- كريس أوينز على موقع قاعدة بيانات الفيلم (الإنجليزية)
- كريس أوينز على موقع كينوبويسك (الروسية)